# Ellingen (Morsbach)
Ellingen ist ein Ortsteil von Morsbach im Oberbergischen Kreis im südlichen Nordrhein-Westfalen innerhalb des Regierungsbezirks Köln.

## Lage und Beschreibung
Ellingen liegt vier Kilometer nordnordöstlich des Ortszentrums von Morsbach und 1,5 Kilometer östlich der Grenze zu Rheinland-Pfalz. Die nächstgelegenen Städte sind Waldbröl (12 km), Wissen (15 km), Betzdorf (21 km), Siegen (33 km), Gummersbach (35 km) und Köln (65 km).
Benachbarte Ortsteile sind Rom im Westen, Wendershagen und Korseifen im Norden, Lützelseifen und Oberwarnsbach im Osten sowie Birken und Ortseifen im Süden.

## Geschichte
1482 wurde der Ort das erste Mal urkundlich erwähnt: im Archiv Hatzfeldt-Wildenburg zu Schönstein findet sich der Eintrag „Arnt v. Deitzinghuysen gen. van Eldingen hat mit seiner Schwester Katharina, verheiratet mit Dietrich v. Gebhardshain einen Erbvertrag geschlossen.“
Die Schreibweise der Erstnennung war Eldingen.
Die weitere Geschichte von Ellingen ist in zwei Büchern ausführlich beschrieben: „Zur Geschichte der rheinischen Adelsfamilien“ von Oswald Gerhard und „Geschichte von Waldbröl“ von Gottfried Corbach. Insgesamt drei Adelsfamilien residierten über 3 Jahrhunderte in Ellingen: von 1450 bis 1646 von Diezenkausen von/zu Ellingen, von 1646 bis 1672 von Burgsdorff, von 1672 bis 1749 von Ley. Die Familien von Diezenkausen zu Ellingen und von Ley sind mangels männlicher Nachkommen ausgestorben, die Adelsfamilie von Burgsdorff existiert heute noch in Schleswig-Holstein und Hessen.
Der Kartograph Gerhard Mercator wurde am 25. Mai 1575 beauftragt, die richtigen und „wahren Grenzen“ zwischen dem Herzogtum Berg und der Herrschaft Homburg aufzuzeichnen, damit die langwierigen Grenzstreitigkeiten ein Ende hätten. Ellingen war damals schon in Ober- und Niderellingen geteilt. Die Grenze verläuft von der Warteich (Warech) durch den Müllensiefen, die Brööche hinauf Richtung Lützelseifen. Damit gehörte Oberellingen zur Herrschaft Wildenburg, Niederellingen zum „Eigentum Morsbach“.

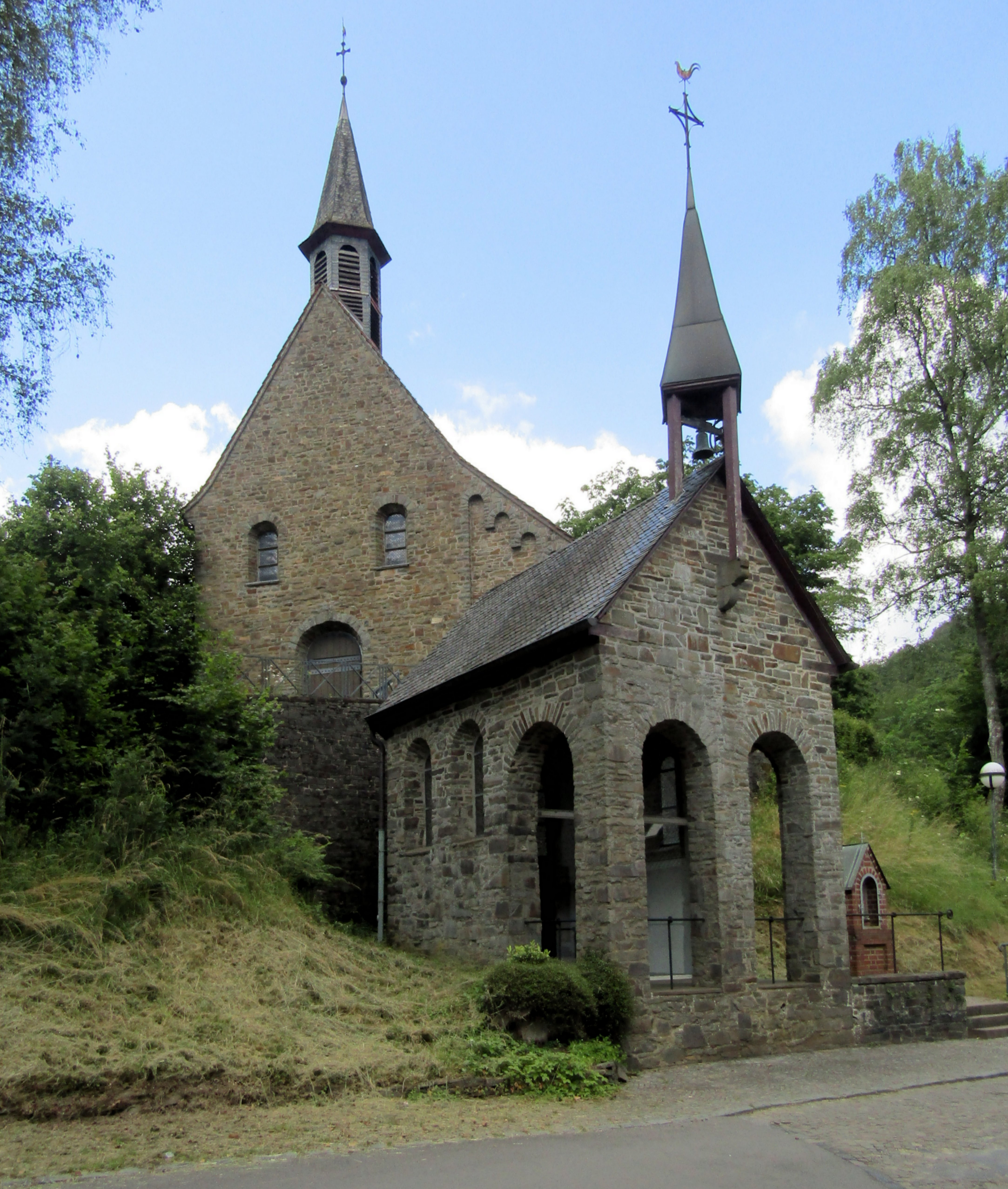
Kirche Christ König und Kapelle Zur Schmerzhaften Mutter Maria
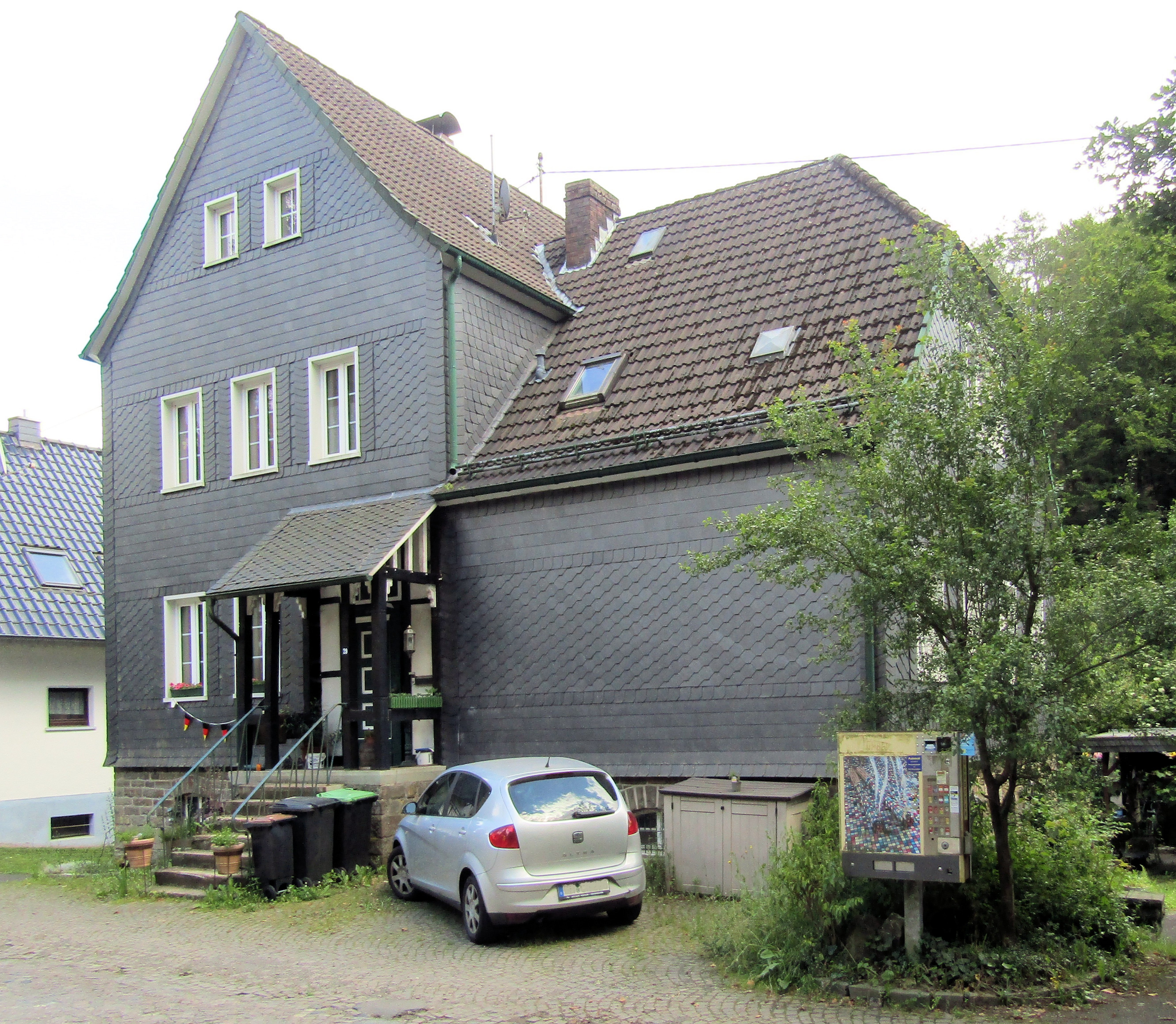
Denkmalgeschütztes Haus Korseifener Straße 27